# 香筒
香筒，亦名香插，為東亞漢字文化圈傳統用於净化空氣的一種室内用品、常見的祭祀供具之一。造型與古時民間使用的筷籠相似，是種清雅的室内陳設品。
一般是将特制之香料或是香花放入筒内，使香氣从筒壁、筒蓋的氣孔中溢出。是古代貴族之生活實用品，由於是放置祀神敬祖的香枝，做工裝飾均有講究，並以各種吉祥圖案裝飾，以表對於神明祖先的虔誠敬意。材料多樣，其中又以黃楊木最為常見。